# James Graham
Sir James George Robert Graham, 2. baronet Graham of Netherby (1. června 1792, Netherby Hall, Anglie – 25. října 1861, Netherby Hall, Anglie) byl britský státník a významný politik první poloviny 19. století. Pocházel ze skotské šlechtické rodiny a téměř čtyřicet let byl poslancem Dolní sněmovny. V parlamentu patřil k významným řečníkům, během své kariéry několikrát změnil politickou orientaci a v několika vládách zastával vysoké funkce. Mimo jiné byl ministrem vnitra (1841–1846) a dvakrát ministrem námořnictva (1830–1834 a 1852–1855).

## Kariéra

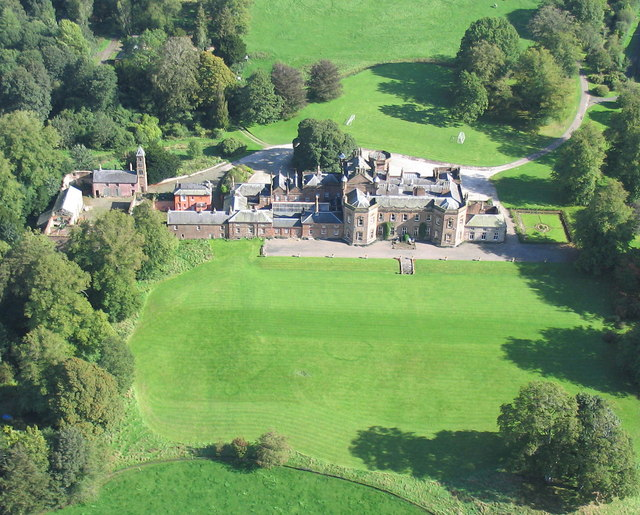
Zámek Netherby Hall (Cumberland)

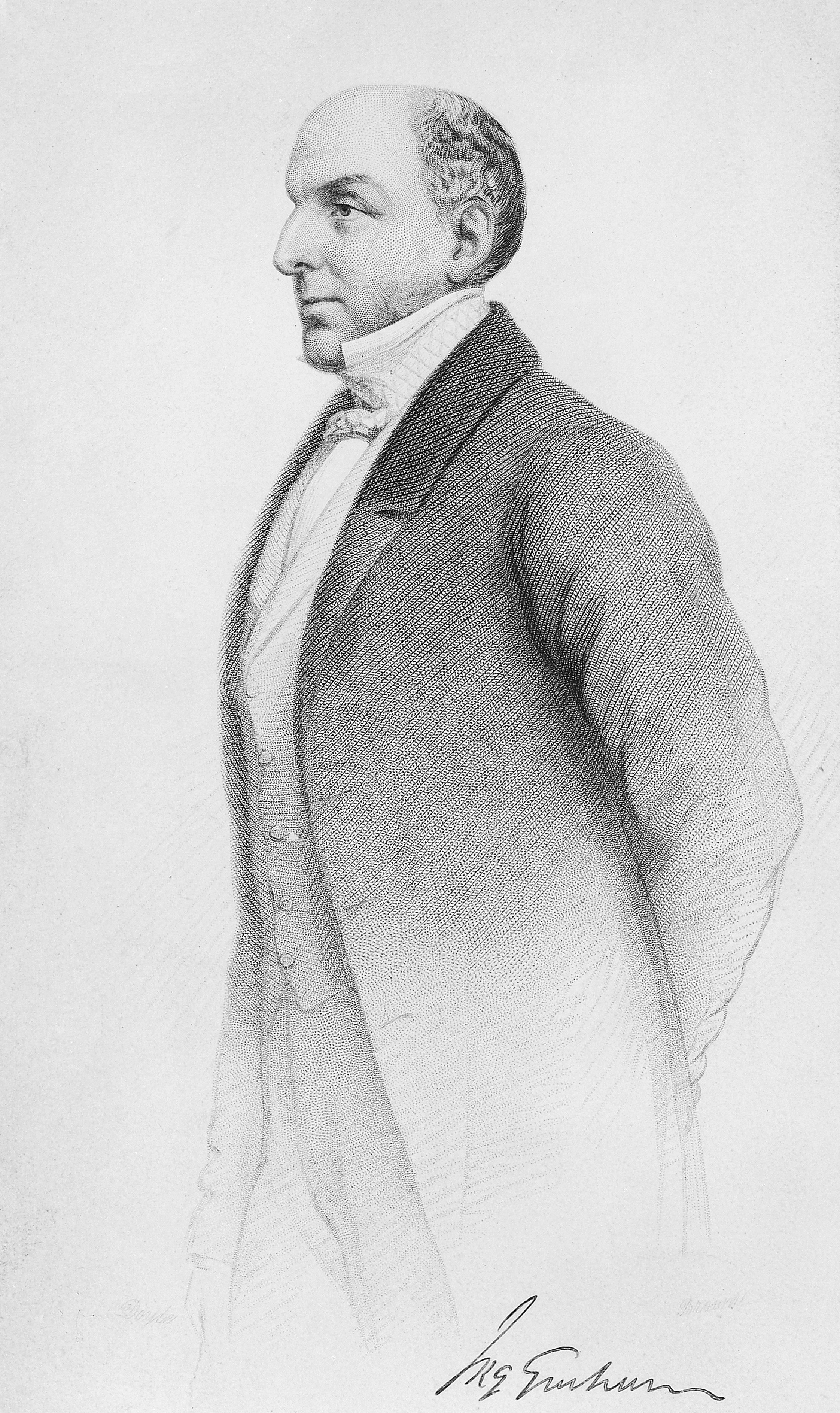
Sir James Graham

Pocházel ze skotské šlechtické rodiny Grahamů, která v této linii sídlila od 16. století na panství Netherby Hall v hrabství Cumberland. Narodil se do početné rodiny Sira Jamese Grahama, 1. baroneta (1761–1824). Po matce Catherine Stewart byl synovcem admirála 8. hraběte z Galloway, díky matčiným rodovým vazbám byl též bratrancem 10. vévody z Hamiltonu a 6. vévody z Marlborough. Studoval ve Westminsteru a Oxfordu, univerzitní vzdělání ale nedokončil a v letech 1812–1815 pobýval na kavalírské cestě v různých evropských zemích, mimo jiné působil krátce jako diplomatický tajemník v Itálii. V letech 1818–1821, 1826–1837 a 1838–1861 byl poslancem Dolní sněmovny. V parlamentu zastupoval postupně celkem sedm volebních obvodů a brzy se zařadil mezi přední politiky strany whigů. Mezitím v roce 1824 zdědil po otci titul baroneta a aktivně se věnoval také správě rodových statků v Cumberlandu. V Greyově vládě byl ministrem námořnictva (první lord admirality, 1830–1834). V této funkci inicioval četné reformy v Royal Navy a dosáhl také finančních úspor. Od roku 1830 byl též členem Tajné rady, mimo jiné měl významný podíl na přijetí volební reformy z roku 1832. Z funkce ministra námořnictva odstoupil ještě před rezignací celé vlády kvůli nesouhlasu s irskou politikou. V rámci dlouholetých debat o obilních zákonech přešel ke konzervativcům a v Peelově vládě byl v letech 1841–1846 ministrem vnitra. Později vedl v parlamentu středovou frakci Peelových stoupenců (Peelites) a nakonec se přikláněl opět k liberálům, v roce 1852 byl znovu přizván do vlády. V Aberdeenově koaličním kabinetu se stal podruhé ministrem námořnictva (1852–1855). Z funkce odstoupil po kritice námořních operací během krymské války.
Krátce před odchodem z vlády obdržel velkokříž Řádu lázně (1854). Mimo jiné byl zástupcem místodržitele v Hertfordshire a v letech 1838–1840 rektorem univerzity v Glasgow, v roce 1835 získal čestný doktorát v Cambridge. O významu jeho osobnosti svědčí fakt, že celkem třikrát dostal nabídku na prestižní post generálního guvernéra Indie, pokaždé ale odmítl. Ve své době byl všeobecně uznáván jako mimořádně schopný parlamentní řečník, vynikl však spíše jednotlivými výroky než kvalitou nepřiměřeně dlouhých projevů.
Z doby jeho prvního funkčního období v úřadu ministra námořnictva pochází pojmenování Grahamovy země v Antarktidě.

## Rodina
Od roku 1819 byla jeho manželkou Fanny Callender (1799–1857), z jejich manželství pocházelo šest dětí, dědicem titulu baroneta byl nejstarší syn Frederick Graham, 3. baronet (1820–1888), který se přiženil do rodu Seymourů.
Jamesův mladší bratr Charles Graham (1793–1858) sloužil u námořnictva a dosáhl hodnosti kontradmirála. Další bratr George Graham (1801–1888) sloužil v armádě a byl majorem, v letech 1831–1834 byl Jamesovým tajemníkem v jeho úřadu ministra námořnictva.